# Скопелло
Скопелло (італ. Scopello, п'єм. Scopél) — муніципалітет в Італії, у регіоні П'ємонт, провінція Верчеллі.
Скопелло розташоване на відстані близько 560 км на північний захід від Рима, 85 км на північ від Турина, 60 км на північний захід від Верчеллі.
Населення — 387 осіб (2014).

## Демографія
Населення за роками:

Станом на 1 січня 2023 року в муніципалітеті офіційно проживало 14 іноземців з 9 країн, серед них 3 громадяни країн Євросоюзу.

## Сусідні муніципалітети
- Боччолето
- Кампертоньо
- Каприле
- Кревакуоре
- Гуардабозоне
- Петтіненго
- Піла
- Пйоде
- Скопа
- Триверо
- Валле-Сан-Ніколао